# Seiyo
Seiyo è una città giapponese della prefettura di Ehime.